# Lepidodactylus mutahi
Lepidodactylus mutahi este o specie de șopârle din genul Lepidodactylus, familia Gekkonidae, descrisă de Walter Varian Brown și Parker 1977. A fost clasificată de IUCN ca specie cu risc scăzut. Conform Catalogue of Life specia Lepidodactylus mutahi nu are subspecii cunoscute.